# 리자 비카리
리자 비카리(독일어: Lisa Vicari, 1997년 2월 11일 ~ )는 독일의 배우이다.

## 출연 작품
- 카메라를 든 소녀 (2018)
- 루나: 소녀의 복수 (2017)
- 헬 (2011)